# Коулбрукдейл Тауншип (округ Беркс, Пенсільванія)
Коулбрукдейл Тауншип (англ. Colebrookdale Township) — селище (англ. township) в США, в окрузі Беркс штату Пенсільванія. Населення — 5112 особи (2020).

## Демографія
Згідно з переписом 2010 року, у селищі мешкало 5078 осіб у 1997 домогосподарствах у складі 1490 родин. Було 2077 помешкань
Расовий склад населення:
| - 97,8 % — білих - 0,5 % — азіатів - 0,2 % — корінних американців - 0,1 % — чорних або афроамериканців |

До двох чи більше рас належало 1,3 %. Частка іспаномовних становила 1,4 % від усіх жителів.
За віковим діапазоном населення розподілялося таким чином: 20,6 % — особи молодші 18 років, 64,9 % — особи у віці 18—64 років, 14,5 % — особи у віці 65 років та старші. Медіана віку мешканця становила 44,0 року. На 100 осіб жіночої статі у селищі припадало 95,5 чоловіків;  на 100 жінок у віці від 18 років та старших — 93,8 чоловіків також старших 18 років.
Середній дохід на одне домашнє господарство  становив 80 655 доларів США (медіана — 66 835), а середній дохід на одну сім'ю — 86 342 долари (медіана — 68 862). Медіана доходів становила 51 377 доларів для чоловіків та 41 818 доларів для жінок. За межею бідності перебувало 4,1 % осіб, у тому числі 7,6 % дітей у віці до 18 років та 3,0 % осіб у віці 65 років та старших.
Цивільне працевлаштоване населення становило 2810 осіб. Основні галузі зайнятості: виробництво — 22,4 %, освіта, охорона здоров'я та соціальна допомога — 18,3 %, науковці, спеціалісти, менеджери — 11,7 %, роздрібна торгівля — 8,6 %.